# AIFV

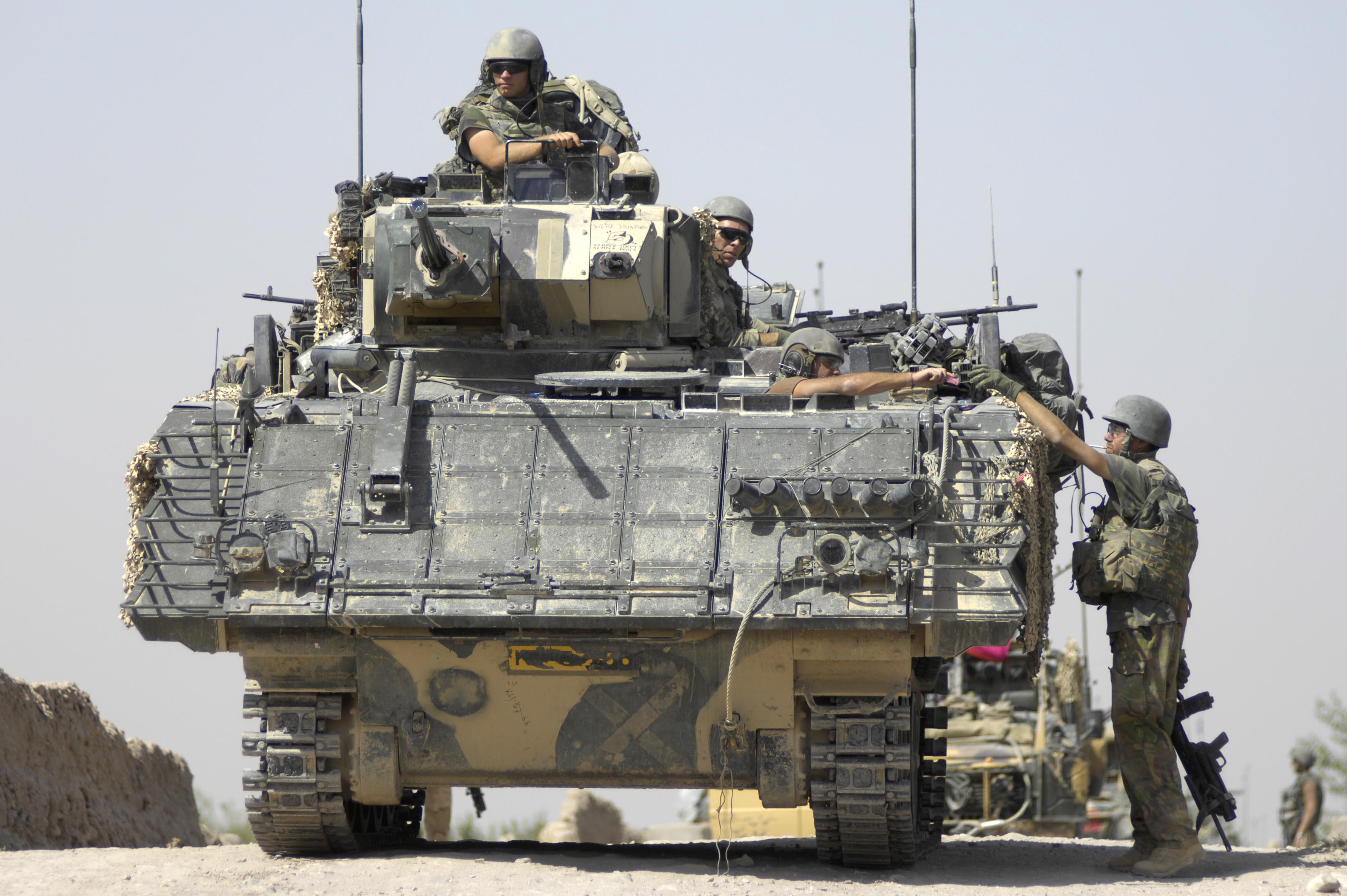
Holenderskie YPR-765 w Afganistanie, widoczne są specjalnie dopancerzone burty kadłuba (2008)

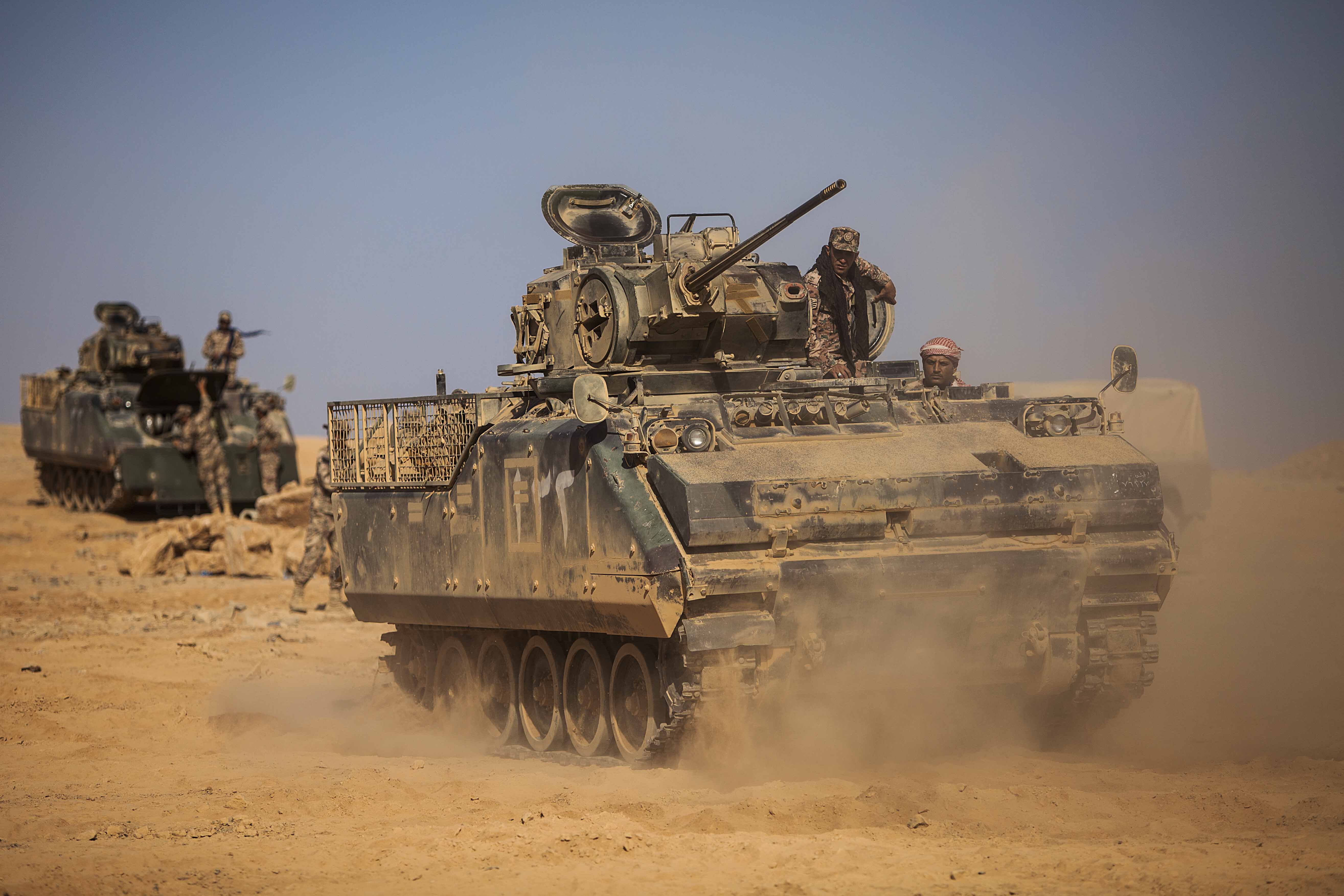
Jordańskie YPR-765 w 2014 roku

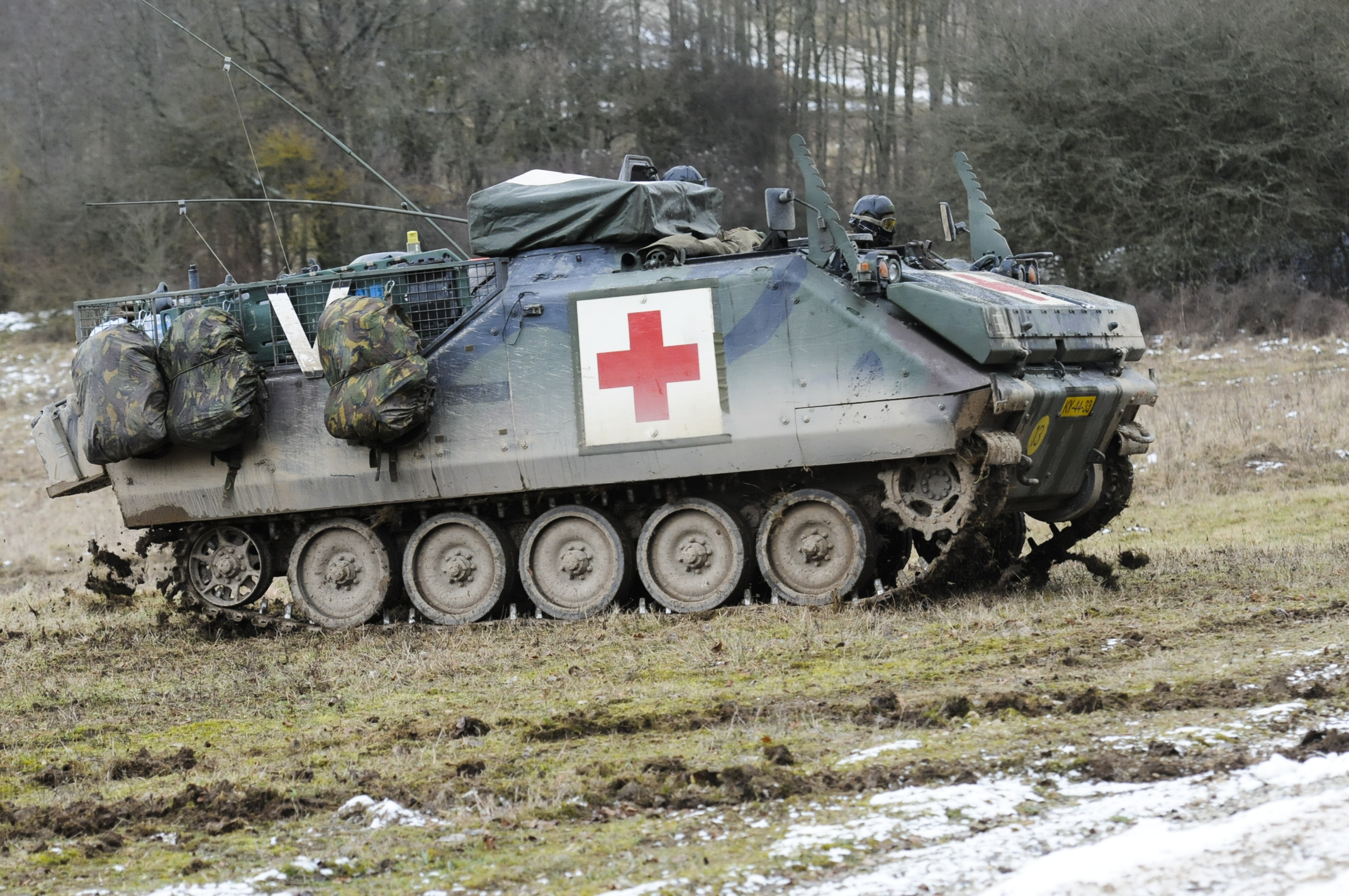
Wersja wozu ewakuacji medycznej

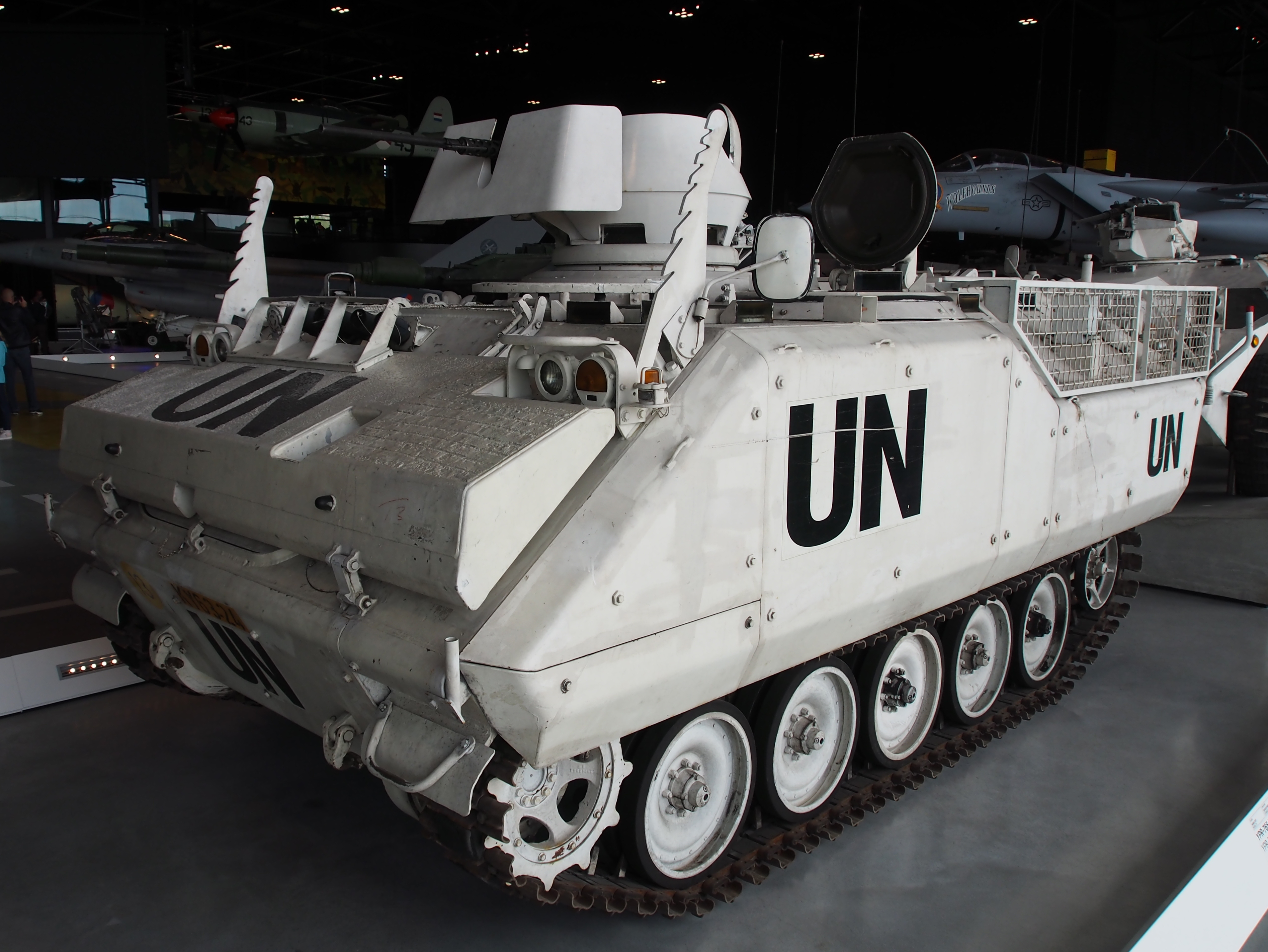
YPR-765 pri.50 jako eksponat w Nationaal Militair Museum

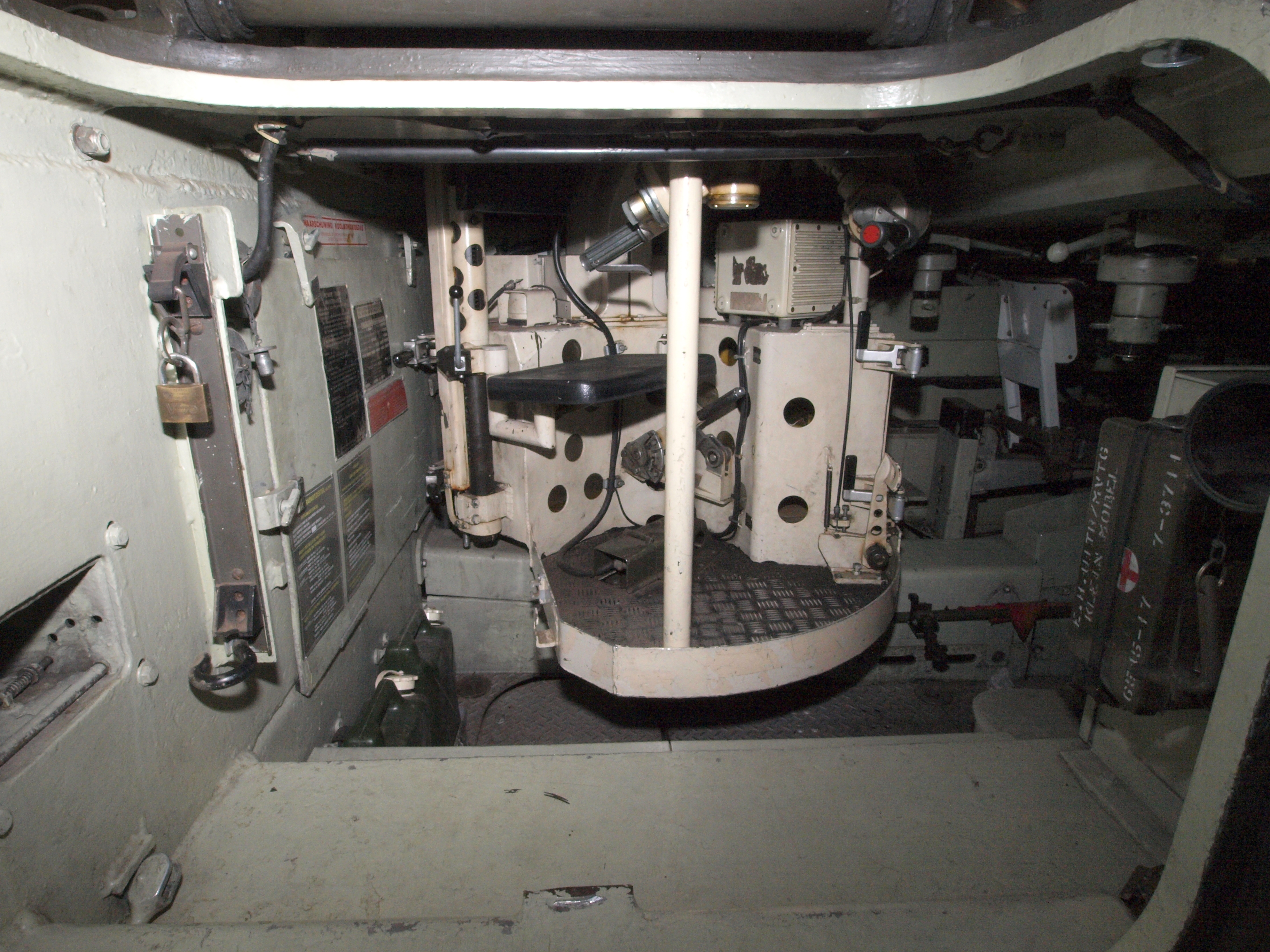
Stanowisko strzelca w wieży z armatą automatyczną kal. 25 mm

AIFV (Armored Infantry Fighting Vehicle) – rodzina amerykańskich lekkich bojowych wozów piechoty opracowanych na bazie transportera opancerzonego M113. Pojazd przeznaczony był na eksport, gdzie był eksploatowany i produkowany na licencjach w licznych lokalnych odmianach. Pierwszym użytkownikiem była Holandia, która zakupiła łącznie 2079 wozów, z czego 815 powstało lokalnie na licencji jako YPR-765. Produkcja wozów AIFV rozpoczęła się w 1975 roku i trwa do dziś, między innymi w Turcji.

## Historia
Rozwój wozów bojowych AIFV rozpoczął się w 1967 roku, kiedy spółka FMC stanęła do konkursu w programie MICV-65. Projekt ten miał na celu stworzenie bojowego wozu piechoty dla United States Army. W tym celu FMC stworzyła dwa prototypy. Pierwszy z nich zbudowano na bazie transportera M113 w zmodernizowanej wersji M113A1, który oznaczono jako XM765, drugim zaś był XM701, który z czasem wyewoluował do wozu M2 Bradley. FMC postanowiła dalej rozwijać projekt XM765, będący tańszym odpowiednikiem Bradleya. Jego głównym odbiorcą mieli być użytkownicy eksportowi.
W 1970 roku po głębokiej modernizacji oraz przebudowie transportera M113A1 stworzono prototypowy AIFV. Wybudowano cztery wozy partii przedprodukcyjnej, które zostały wybrane przez Holandię jako bojowy wóz piechoty w 1975 roku. Holandia złożyła zamówienie na 880 pojazdów, które otrzymały lokalne oznaczenie YPR-765. W późniejszym czasie zamówienie to zwiększono do 2079 pojazdów, z czego 815 miało być wyprodukowane na licencji w Holandii przez DAF Special Products, natomiast pozostałe powstać miały przy współpracy DAF z FMC. Pierwsze dostawy miały miejsce w 1975 roku.
W 1979 roku Belgia postanowiła wykorzystać holenderskie wozy i zmodyfikować projekt. Powstałe w ten sposób pojazdy oznaczono jako AIFV-B zostały wprowadzone do służby w 1982 roku w kilku wersjach. AIFV-B produkowała na licencji spółka Belgian Mechanical Fabrication do 1988 roku. Warianty belgijskie znalazły licznych klientów eksportowych, między innymi partię wozów zakupiły Filipiny. Wozy te produkowane są między innymi w Turcji oraz Korei Południowej w lokalnych odmianach.

## Konstrukcja
Wozy bojowe z rodziny AIFV mają konstrukcję zbliżoną do M113A1. Załoga składa się z trzech osób – kierowcy, dowódcy oraz strzelca. Stanowisko kierowcy ulokowane jest w przedniej części kadłuba po lewej stronie. Po prawej ulokowano jednostkę napędową oraz przekładnię, która znajduje się przed kierowcą. Przedział napędowy oddzielony jest od załogi. Dostęp do niego zapewniona przedni właz, którego rozmiary pozwalają na wyjęcie silnika w całości. Za kierowcą siedzi dowódca. Po prawej stronie kadłuba zamontowano jednoosobową wieżę, w której znajdował się strzelec. Kadłub wykonano ze spawanych płyt aluminiowych. Dodatkowo AIFV ma zamontowane moduły pancerza stalowego. Wnętrze tych modułów wypełnione jest pianką poliuretanową, która zwiększa pływalność pojazdu. Wóz dysponuje otworami strzelniczymi – pod dwa na każdą stronę po bokach oraz jednym w tylnej rampie. Oprócz trzyosobowej załogi wóz przewozi do siedmiu żołnierzy desantu – sześciu siedzi na ławce pośrodku kadłuba, po trzech na stronę, skierowani plecami do siebie. Jeden żołnierz zajmuje miejsce pomiędzy dowódcą a strzelcem.
Pojazd napędzany jest silnikiem wysokoprężnym Detroit Diesel Allison 6V-53T o mocy maksymalnej 267 KM (195 kW) przy 2800 obr./min. Stosunek mocy do masy wynosi 19,29 KM/t. Silnik znajduje się w przedniej części kadłuba, po prawej stronie. Zespół napędowy tożsamy jest ze znajdującym się w transporterze M113A1, jednak większa jest pojemność chłodnicy oraz turbosprężarka. Zmodyfikowano przekładnię, dostosowując ją do cięższych warunków pracy.
Uzbrojenie wozów zależne jest od wersji. Najczęściej jest to jednoosobowa obrotnica z zamontowanym karabinem maszynowym lub jednoosobowa wieża z armatą automatyczną Oerlikon KBA-B02 kalibru 25 milimetrów oraz zamontowanym współosiowo karabinem maszynowym kalibru 7,62 mm. Głowna armata zasilana jest z taśmy amunicyjnej z 180 nabojami. Dodatkowo zapas amunicji głównej wynosi 144 naboje, przechowywane wewnątrz kadłuba. Zapas amunicji dla karabinu 7,62 mm wynosi 230 pocisków w gotowości oraz 1130 zmagazynowanych wewnątrz wozu. Wszystkie wieże niezależnie od wersji zamontowane są po prawej stronie kadłuba. Elektrohydrauliczny napęd wieży zapewnia kąty elewacji lufy od -10 do +50° oraz prędkość obrotu 60°/s.

## Wersje

### Holenderskie
Poniżej znajduje się lista wszystkich wersji pojazdu używanych w Holandii:
- YPR-765 (panter-rups-infanterie) – podstawowy wariant bojowego wozu piechoty z jednoosobową wieżą z armatą automatyczną kal. 25 mm oraz współosiowym karabinem maszynowym FN MAG kal. 7,62 mm. Załoga liczy trzech żołnierzy oraz siedmiu żołnierzy desantu. Część wozów poddano modernizacji w ramach programu YPR-2000. Zmodernizowane wozy oznaczono jako YPR-765A1.
- YPR-765 pri.50 – wariant bojowego wozu piechoty YPR-765 z jednoosobową obrotnicą z wielkokalibrowym karabinem maszynowym M2HB kal. 12,7 mm zamiast wieży z armatą kal. 25 mm.
- YPR-765 prco (pantser-rups-commando) w wersjach YPR-765 prco-B oraz od YPR-765 prco-C1 do YPR-765 prco-C5 – wóz dowodzenia.
- YPR-765 prrdr (pantser-rups-radar) – wersja z radarem pola walki ZB-298 uzbrojona w karabin maszynowy M2HB kalibru 12,7 mm w obrotnicy. Załogę stanowi czterech żołnierzy, dodatkowo przewidziane są dwa miejsca dodatkowo.
- YPR-765 prgwt (pantser-rups-gewondentransport) – wóz ewakuacji medycznej. Miejsce dla 4 noszy wewnątrz.
- YPR-765 prmr (pantser-rups-mortiertrekker) – ciągnik artyleryjski dla moździerzy MO-120-RT-61 kal. 120 mm. Uzbrojenie stanowi karabin maszynowy M2HB kal. 12,7 mm, załoga liczy 7 żołnierzy.
- YPR-765 prv (pantser-rups-vracht) – transporter opancerzony. Załogę stanowi dwóch żołnierzy, zaś uzbrojenie karabin maszynowy kal. 12,7 mm
- YPR-765 prat (pantser-rups-anti tank) – niszczyciel czołgów wyposażony w wieżę z wyrzutnią przeciwpancernych pocisków kierowanych BGM-71 TOW.
- YPR-806 prbrg (pantser-rups-berging) – wóz zabezpieczenia technicznego.

### Belgijskie
Poniżej znajduje się lista wszystkich wersji pojazdu używanych w Belgii:
- AIFV-B – zmodyfikowany wariant zbliżony do holenderskich YPR-765. Wozy wyposażone zostały między innymi w system ochrony przed bronią masowego rażenia.
  - AIFV-B-C25 – wariant bojowego wozu piechoty z jednoosobową wieżą z armatą automatyczną kal. 25 mm oraz współosiowym karabinem maszynowym.
  - AIFV-B-.50 – wariant bojowego wozu piechoty YPR-765 z jednoosobową obrotnicą z wielkokalibrowym karabinem maszynowym M2HB kal. 12,7 mm zamiast wieży z armatą kal. 25 mm.
  - AIFV-B-MILAN – niszczyciel czołgów z wyrzutnią przeciwpancernych pocisków kierowanych Milan.
  - AIFV-B-CP – wóz dowodzenia.

## Użytkownicy

### Obecni
- Bahrajn – YPR-765 dostarczonych w 1996 roku oraz 42 AIFV-IFV i 8 AIFV-APC dostarczonych w 2008 roku[6].
- Chile – 150 YPR-765 oraz 169 AIFV-B, w służbie pozostaje łącznie 139 wozów w obu wersjach[7][1].
- Egipt – 390 YPR-765 zamówionych z Holandii w 1996 roku oraz 640 AIFV-B[1].
- Filipiny – 58 pojazdów, składających się z 45 AIFV-25 i 6 AIFV-ARV otrzymano w 1979 roku, 6 wozów ACV-300 APC i jeden ACV-ARV pozyskane od Turcji[8][9].
- Jordania – 441 YPR-765 oraz 58 AIFV-B[1].
- Korea Południowa – zmodyfikowana wersja oznaczona jako K200 produkowana lokalnie w kraju.
- Liban[2]
- Malezja – 267 egzemplarzy ACV-15 produkowanych na licencji jako ACV-300[10].
- Maroko[2]
- Turcja – zmodyfikowana wersja oznaczona jako ACV-15 produkowana lokalnie w kraju.
- Ukraina – partia wycofanych wozów dostarczona przez Holandię Siłom Zbrojnym Ukrainy, w związku z Rosyjską inwazją na Ukrainę w 2022 roku[11][12].
- Zjednoczone Emiraty Arabskie[2]

### Byli
- Holandia – zakupiono łącznie 2079 wozów, zastąpione w służbie przez CV90 oraz Boxer[13].
- Belgia – zastąpione przez Mowag Piranha III[2][3].